# كأس ديفيز 2010
كأس ديفيز 2010 (بالإنجليزية: 2010 Davis Cup)‏ هو الموسم 99 من  كأس ديفيز. أقيم خلال الفترة 5 مارس 2010 وحتى 5 ديسمبر 2010، وفاز فيه منتخب صربيا لكأس ديفيز.